# Ariel Gade
Ariel Gade, född 1 maj 1997 i San José, är en amerikansk producent och skådespelare. 
Hon har varit barnskådespelare och debuterade i TV-serien Strong Medicine 2003 och medverkade året efter i filmen Envy (2004).
Gades andra filmroll blev rollen som Ceci i Dark Water (2005). Samma år medverkade hon även i TV-serien Invasion.
Ariel Gade har efter det medverkat i Alien vs. Predator – Requiem, NCIS: Los Angeles (en episod 2009) och flera andra produktioner.

## Senare karriär
Vid tretton års ålder valde Gade att ta en paus som skådespelare och istället ägna sig åt studier. Först studerade hon psykologi, men hon insåg att hon ville tillbaka till filmbranschen och valde därefter att studera filmproduktion på John Paul the Great Catholic University. Nu arbetar hon både som producent och skådespelare.